# Chintamakalahalli, Chintamani
Chintamakalahalli là một làng thuộc tehsil Chintamani, huyện Kolar, bang Karnataka, Ấn Độ.